# 앤트보이: 레드퓨리의 복수
《앤트보이 : 레드퓨리의 복수》(Antboy: Den Rode Furies haevn, Antboy: Revenge of the Red Fury)는 덴마크, 독일에서 제작된 애스크 해쎌바르크 감독의 2014년 모험, 코미디, 가족, 판타지 영화이다. 오스카 디에츠 등이 주연으로 출연하였고 이바 야콥슨 등이 제작에 참여하였다.

## 출연

### 주연
- 오스카 디에츠
- 아스트리드 욘거-벤존
- 사무엘 팅 그라프
- 아밀리 크루제 젠슨

### 조연
- 니콜라스 브로
- 마르커즈 제스 피터슨
- 요하네스 제프리 소렌슨
- 헥터 브로거 앤더슨

## 기타
- 원작자: 케네스 보그 안데르센
- 미술: 사빈느 흐비이드
- 의상: 루이제 니센
- 배역: 앤더스 니가드